# Strimmig slätskivling
Strimmig slätskivling (Psilocybe montana) är en svampart som först beskrevs av Christiaan Hendrik Persoon, och fick sitt nu gällande namn av Paul Kummer 1871. Strimmig slätskivling ingår i släktet slätskivlingar och familjen Strophariaceae. Arten är reproducerande i Sverige. Inga underarter finns listade i Catalogue of Life.

## Källor

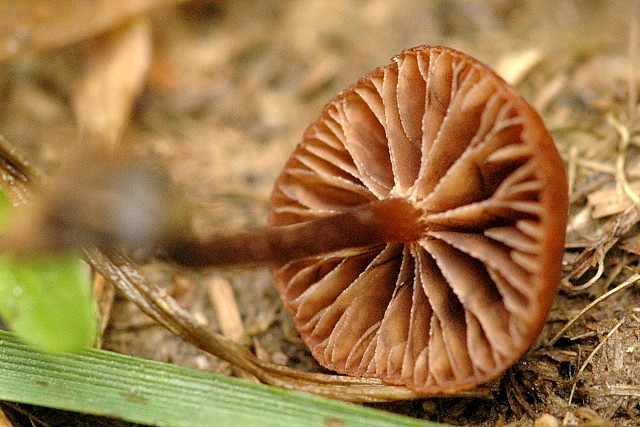